# Филд, Бетти
Бетти Филд (англ. Betty Field, 8 февраля 1913 — 13 сентября 1973) — американская актриса.

## Биография
Бетти Филд родилась в Бостоне 8 февраля 1913 года в семье продавца и его жены. После развода родителей Бетти, выучив испанский язык, вместе с матерью много путешествовала по испаноговорящим странам. После того, как её мать во второй раз вышла замуж, они поселились в городе Ньютон, штат Массачусетс. Бетти с детства увлекалась театром и в 1932 году была зачислена в Американскую академию драматического искусства. На театральной сцене она дебютировала в 1933 году в постановке «Первая миссис Фрейзер», а в начале 1934 года уже выступала на лондонской сцене в пьесе Ховарда Линдсея «Она меня не любит».
В ноябре 1934 года, после возвращения в США, она дебютировала на Бродвее. В 1939 году состоялся её дебют в кино. В том же году она снялась в фильме «О мышах и людях», сыграв там единственный женский персонаж и закрепив после этого за собой амплуа драматической актрисы.
В начале 1940-х годах Бетти принимала участие во многих бродвейских постановках, сыграв в таких пьесах, как «Девушка мечты» и «Вальс тореадоров», но позже вновь вернулась в Голливуд. В 1941 году снялась вместе с Джоном Уэйном в вестерне «Ковбой с холмов». В дальнейшем она снялась в фильмах «Южанин» (1945), «Великий Гэтсби» (1949), «Автобусная остановка» (1956), «Баттерфилд, 8» (1960) и многих других. Последний раз на большом экране она появилась в фильме «Блеф Кугана» в 1968 году.
В 1960-е годы Бетти много снималась на телевидении в различных телесериалах и играла в театре.
Бетти трижды была замужем. Её первым мужем и отцом её троих детей был драматург Элмер Райс, с которым она была вместе с 1942 по 1956 год. Её вторым мужем был юрист Эдвин Лукас, а третьим, с которым она оставалась вместе до своей смерти, художник Оливер Рэймонд.
Бетти Филд умерла от инсульта в возрасте 60 лет в городке Хайаннис, штат Массачусетс.

## Избранная фильмография
- Блеф Кугана (1968) — Мисси Эллен Рингерман
- 7 женщин (1966) — Миссис Флорри Петер
- Любитель птиц из Алькатраса (1962) — Стелла Джонсон
- Баттерфилд, 8 (1960) — Миссис Фанни Турбер
- Пейтон плэйс (1957) — Нэлли Кросс
- Автобусная остановка (1956) — Грейс
- Пикник (1955) — Фло Оунис
- Великий Гэтсби (1949) — Дэйзи Бучэнэн
- Южанин (1945) — Нона Тукер
- Великий момент (1944) — Элизабет Мортон
- Плоть и фантазия (1943) — Хенриетта
- Кингс Роу (1942) — Кассандра Тауэр
- Ковбой с холмов (1941) — Семми Лейн
- Блюз ночью (1941) — Кэй Грант
- О мышах и людях (1939) — Мэй